# Metro van Hongkong

Metrokaart Hongkong (2016)

Het metronet van Hongkong is veel later ontstaan dan dat van andere wereldsteden. Pas in de jaren 60 en 70 van de twintigste eeuw werd er, door de enorme groei van de Hongkongse bevolking en de grote vraag naar bereikbaarheid, een plan voor een metronetwerk in Hongkong gepresenteerd. Uiteindelijk werd in 1975 door het bedrijf Mass Transit Railway company (MTR) de knoop doorgehakt en begon de bouw van de Kwun Tong Line tussen Kwun Tong en Shek Kip Mei, die in 1979 in gebruik genomen werd.
Inmiddels is het Hongkongse metronetwerk 174,7 kilometer lang en telt 93 stations, nog aangevuld met een lightrailnetwerk van 36,2 km met 68 stations. De metro doet onder andere het Hong Kong International Airport, de Asia World Expo, Disneyland Hongkong, satellietsteden Tseung Kwan O en Tung Chung en de zakencentra Central, Admiralty en Causeway Bay aan.
Per dag nemen zo'n 2 miljoen mensen in Hongkong de metro. Het is hierdoor een van de drukste metronetwerken ter wereld. De Octopus card is het meest gebruikte betaalmiddel en vervoerbewijs voor de metro. Ook is het mogelijk om met een creditcard in en uit te checken. Op het station zelf kan je ook een kaartje kopen voor een enkele reis.

## Geschiedenis

Metronetwerk volgens de studie in 1970

Door de enorme groei van de Hongkongse bevolking en de vraag naar goede bereikbaarheid in de groeiende stad werd het bureau Freeman, Fox, Wilbur Smith, and Associates in 1967 door de gemeente gevraagd een studie te doen naar een mogelijke metronetwerk in Hongkong (Hongkong Passenger transport survey). In 1970 werden de eerste studies gepresenteerd. In de studie staan vier lijnen (Island line, Kwun Tong line, Tsuen Wan line en Kowloon line) gepland die samen 52,7 kilometer lang zijn. Uiteindelijk werd er ingestemd op een 20 kilometer lang tellende beginsysteem.
In 1973 werd er een aanbesteding gehouden door de gemeente en in 1974 werd het project gegund aan een Japans bedrijf. Dat trok zich echter in november 1974 terug vanwege de oliecrisis en daarop besloot de gemeente het plan in te korten en een verbeterd beginsysteem van te maken. De gemeente besloot ook om het project niet meer aan te besteden en maakte daarvan 25 civiel techniekcontracten en 10 engineeringscontracten.
Uiteindelijk kon er in 1975 begonnen worden met de bouw van het metronet en in hetzelfde jaar ontstond de MTR die gelijk ook de taak als opzichter overnam van het tijdelijke opzichtersteam.

### Verbeterd beginsysteem
In november 1975 werd dus begonnen met de bouw van de eerste metrolijn in Hongkong, die van Kwun Tong naar Central voerde. De totale lengte bedroeg 15,6 kilometer, waarvan 12,8 km ondergronds en 2,8 km bovengronds ter hoogte van de remise Kowloon Bay.
| Naam station  | Ondergronds | Bovengronds | Ingebruikname |
| ------------- | ----------- | ----------- | ------------- |
| Kwun Tong     |             | x           | 01-10-1979    |
| Ngau Tau Kok  |             | x           | 01-10-1979    |
| Kowloon Bay   |             | x           | 01-10-1979    |
| Choi Hung     | x           |             | 01-10-1979    |
| Diamond Hill  | x           |             | 01-10-1979    |
| Wong Tai Sin  | x           |             | 01-10-1979    |
| Lok Fu        | x           |             | 01-10-1979    |
| Kowloon Tong  | x           |             | 01-10-1979    |
| Shek Kip Mei  | x           |             | 01-10-1979    |
| Prince Edward | x           |             | 12-1979       |
| Mong Kok      | x           |             | 12-1979       |
| Yau Ma Tei    | x           |             | 12-1979       |
| Jordan        | x           |             | 12-1979       |
| Tsim Sha Tsui | x           |             | 12-1979       |
| Admiralty     | x           |             | 02-1980       |
| Central       | x           |             | 02-1980       |

(zie ook verder in dit artikel Kwun Tong line)

## Lijst huidige lijnen Metro van Hongkong
| Naam               | Huidige eindpunten               | Aantal stations | Ondergronds | Bovengronds | Ingebruikname | Materieel                                             | Spoorbreedte | Voltage   |
| ------------------ | -------------------------------- | --------------- | ----------- | ----------- | ------------- | ----------------------------------------------------- | ------------ | --------- |
| Kwun Tong line     | Yau Ma Tei en Tiu Keng Leng      | 15              | 11          | 4           | 01-10-1979    | MTR M-Train EMU (& MTR C-Train)                       | 1432 mm      | DC 1500 V |
| Tsuen Wan line     | Tsuen Wan en Central             | 16              | 12          | 4           | 10-05-1982    | MTR M-Train EMU (& MTR C-Train EMU)                   | 1432 mm      | DC 1500 V |
| Island line        | Kennedy Town en Chai Wan         | 17              | 15          | 2           | 31-05-1985    | MTR M-Train EMU (& MTR C-Train EMU)                   | 1432 mm      | DC 1500 V |
| Tung Chung line    | Tung Chung en Hongkong           | 8               | 1           | 7           | 22-06-1998    | MTR A-Train EMU & MTR K-Train EMU                     | 1432 mm      | DC 1500 V |
| Airport Express    | Asia World Expo en Hongkong      | 5               | 1           | 4           | 06-07-1998    | MTR A-Train EMU                                       | 1432 mm      | DC 1500 V |
| Tseung Kwan O line | North Point en Po Lam/LOHAS Park | 7               | 7           | 0           | 18-08-2002    | MTR M-Train EMU & MTR K-Train EMU (& MTR C-Train EMU) | 1432 mm      | DC 1500 V |
| Disneyland line    | Sunny Bay en Disneyland Resort   | 2               | 0           | 2           | 01-08-2005    | MTR M-Train EMU (Disney versie)                       | 1432 mm      | DC 1500 V |
| South Island line  | Admiralty en South Horizons      | 5               | 3           | 2           | 28-12-2016    | MTR CNR Changchun EMU                                 | 1432 mm      | DC 1500 V |

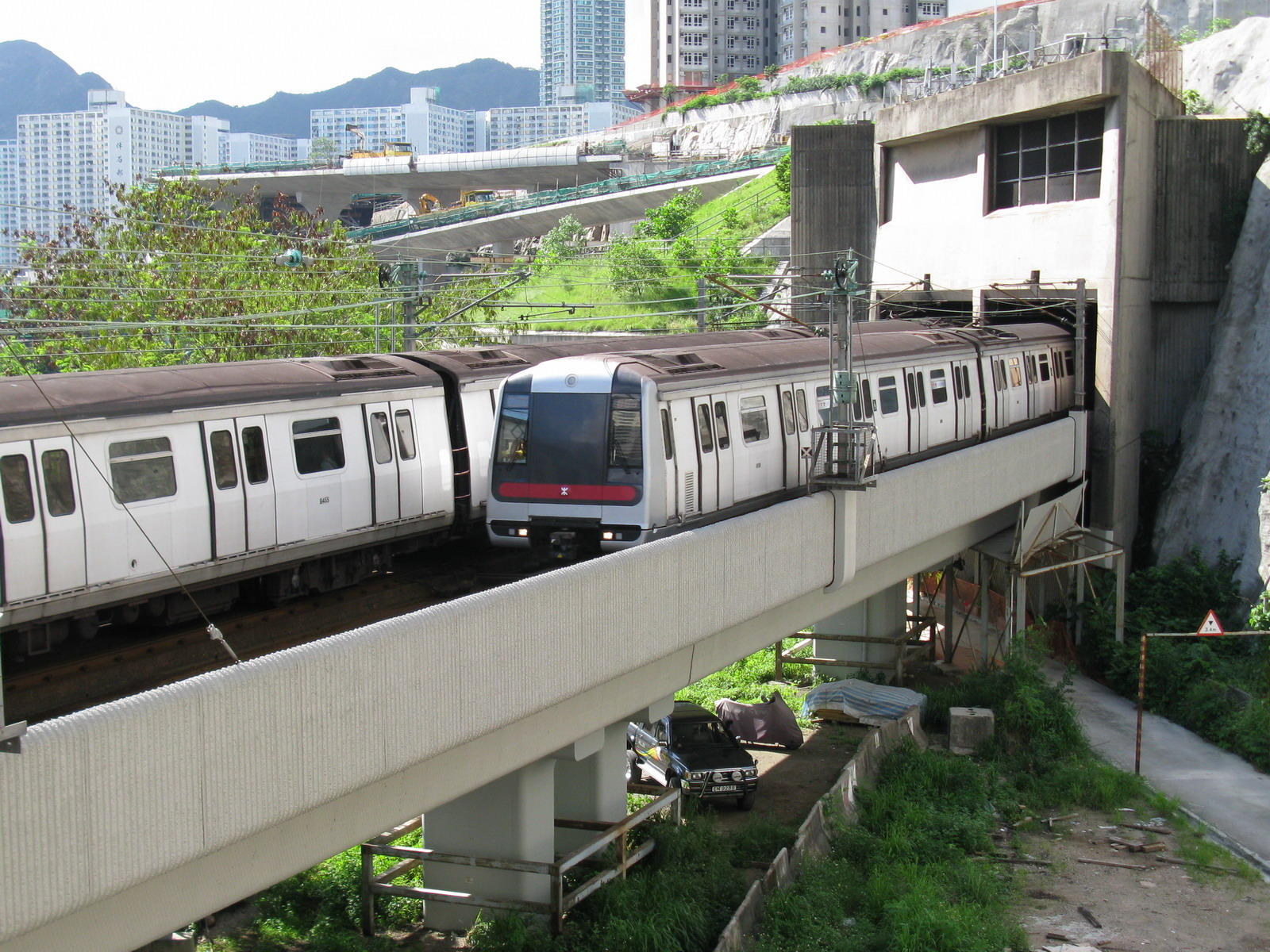
MTR M-train EMU
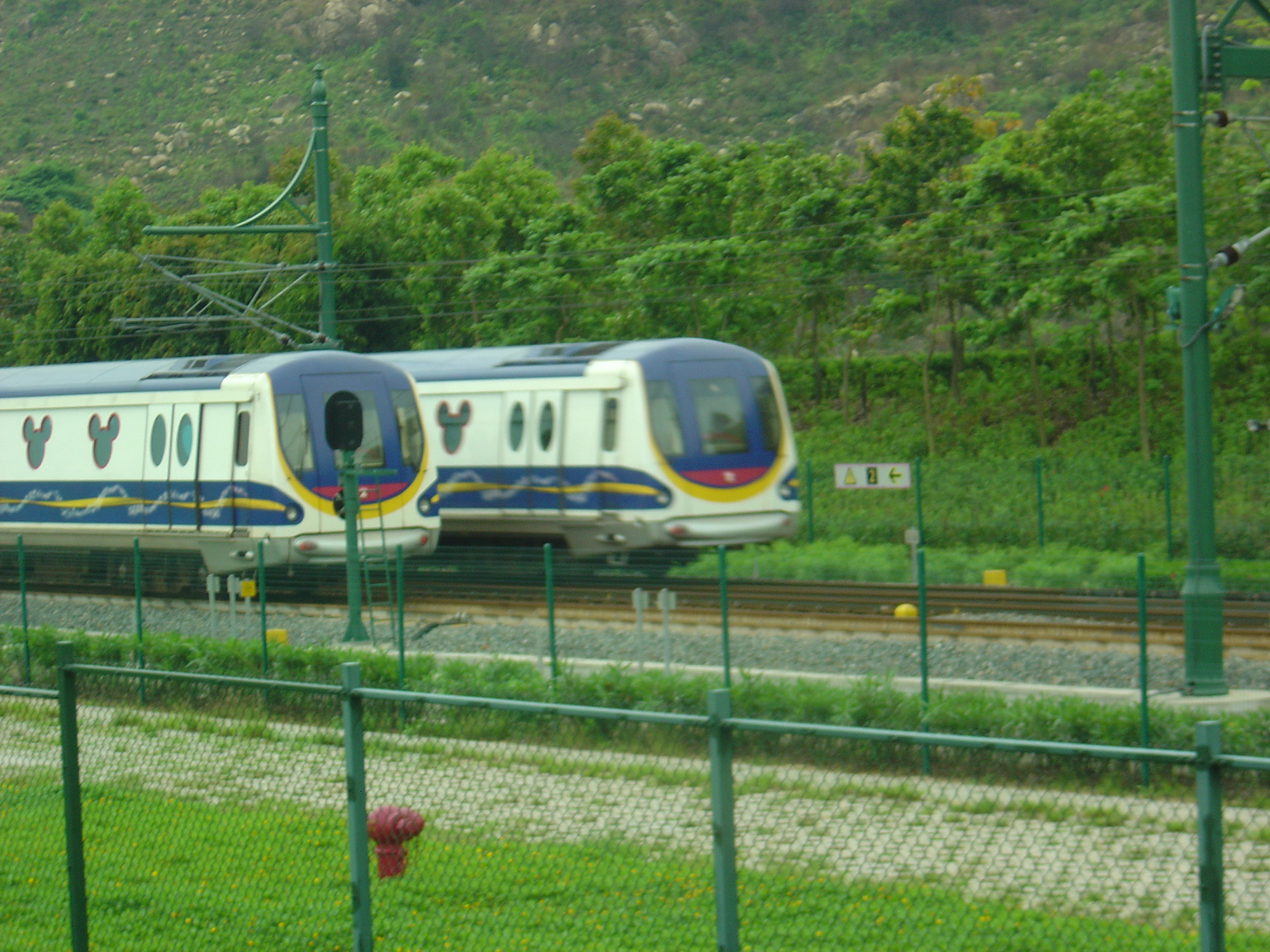
MTR M-Train EMU Disney versie
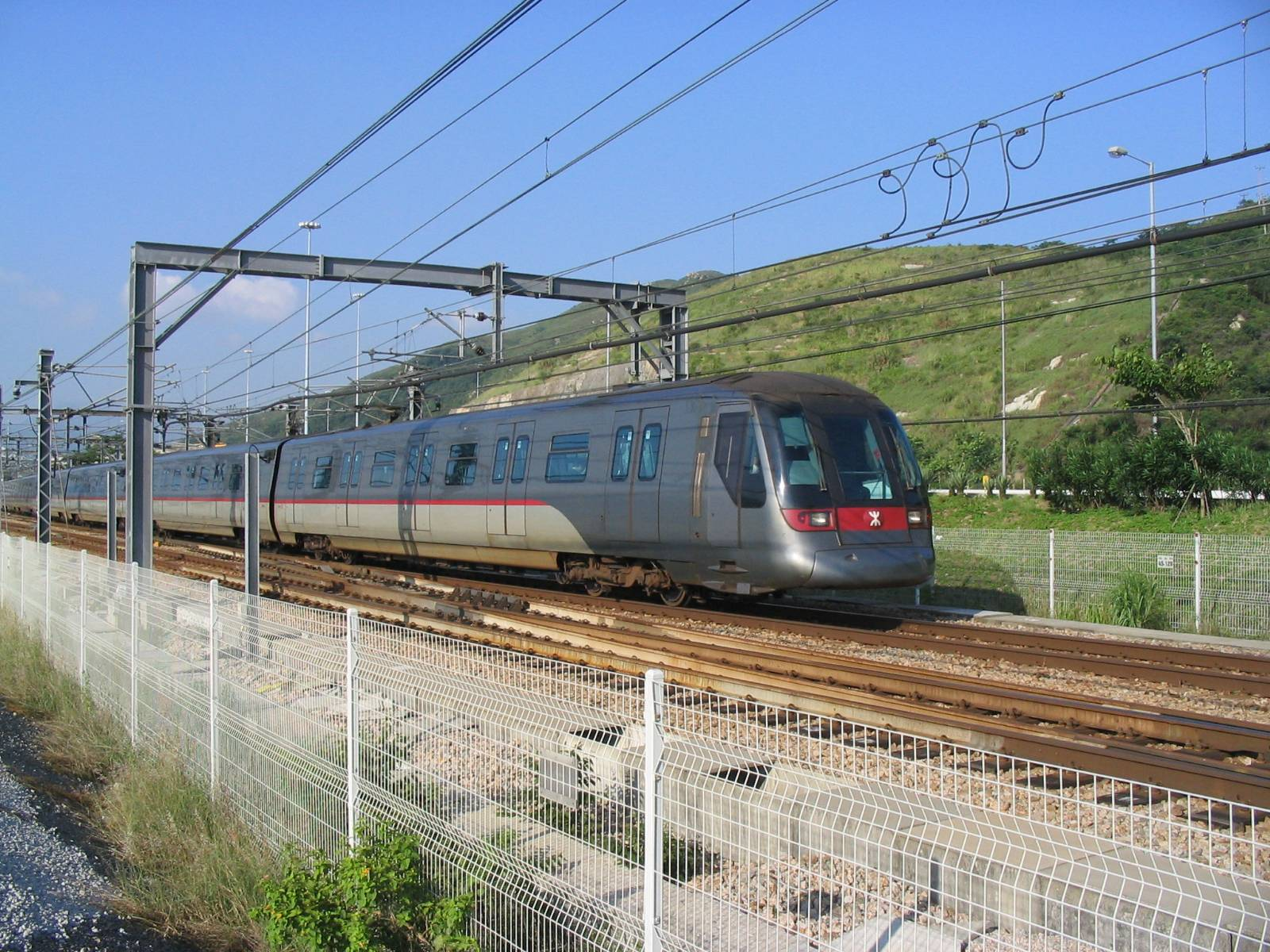
MTR A-train EMU (Tung Chung Line)
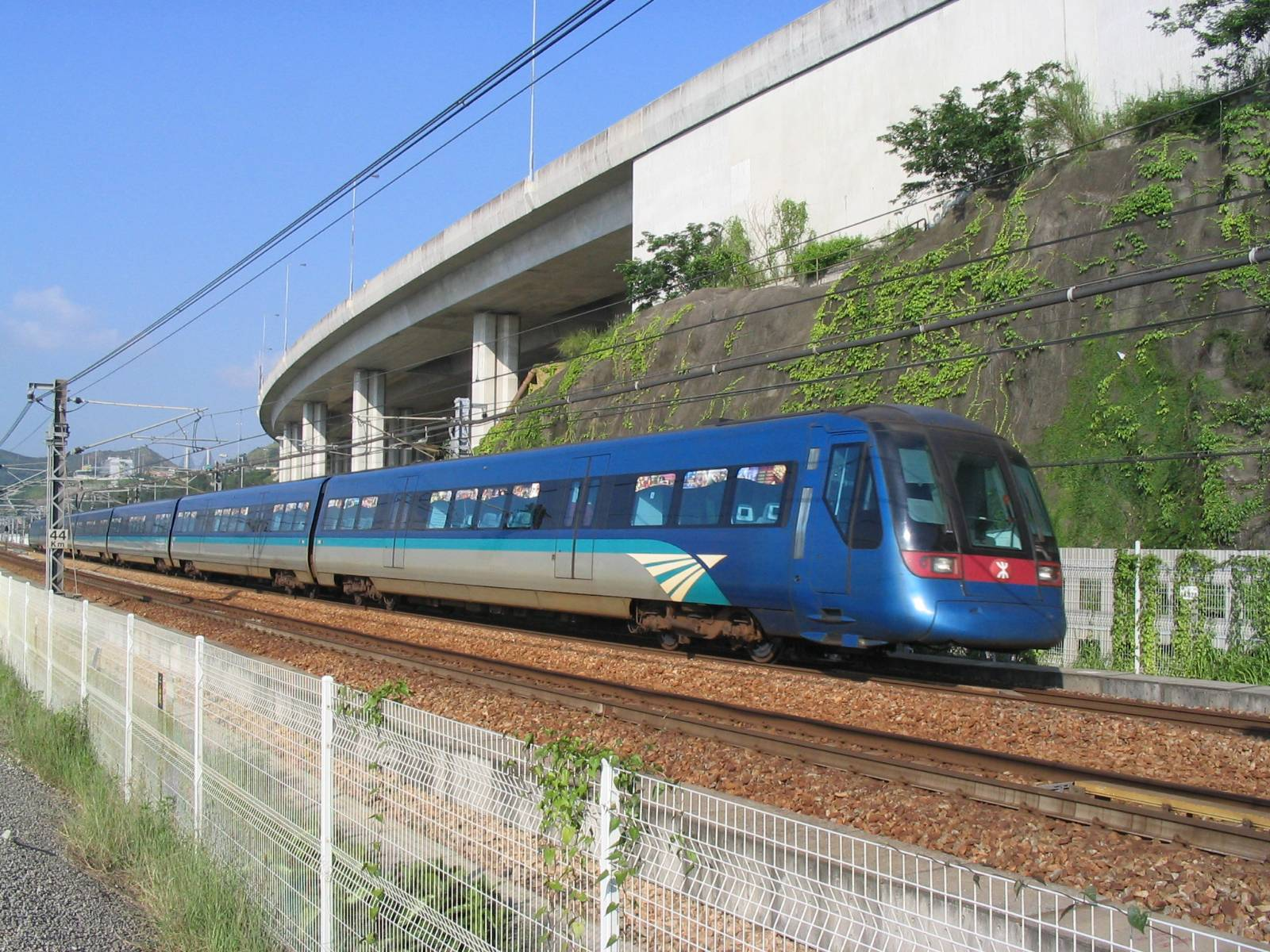
MTR A-train EMU (Airport Express)
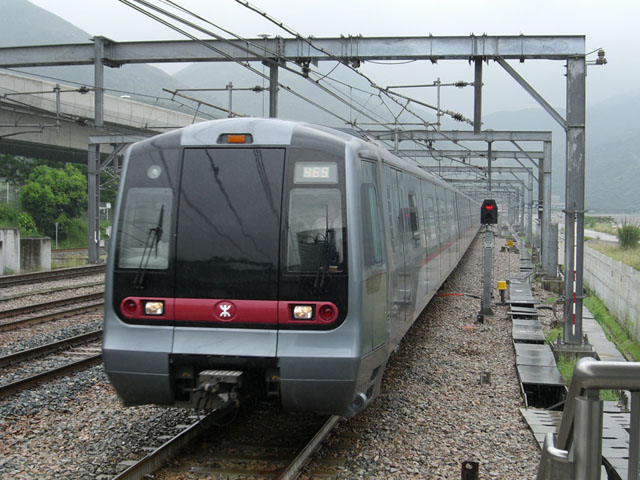
MTR K-train EMU

## Cross-platform-overstappen

Een cross-platform-overstap bij de Kwun Tong Line en de Tseung Kwan O Line

Enkele stations zijn Cross-platform-overstapstations. Dit zijn de volgende stations met de lijnen die daar stoppen: 
| Overstapstation(s)          | Lijn 1          | Lijn 2                 |
| --------------------------- | --------------- | ---------------------- |
| Hung Hom                    | East Rail Line  | West Rail Line         |
| Prince Edward met Mong Kok* | Tsuen Wan Line  | Kwun Tong Line         |
| Central met Admiralty*      | Tsuen Wan Line  | Island Line            |
| Lai King                    | Tsuen Wan Line  | Tung Chung Line        |
| North Point                 | Island Line     | Tseung Kwan O Line     |
| Yau Tong met Tiu King Leng* | Kwun Tong Line  | Tseung Kwan O Line     |
| Sunny Bay**                 | Tung Chung Line | Disneyland Resort line |

* Cross-platform-overstappen tussen twee stations (zie de afbeelding hiernaast).
** Niet alle perrons van dit station zijn cross-platform-overstapperrons.

## Kosten
Voor reizen kan betaald worden met de Octopus card. Tegenwoordig is het ook mogelijk om direct met een creditcard in en uit te checken op alle stations. De stations zijn afgesloten door poortjes, die het betaalde en onbetaalde gebied van elkaar scheiden. Mensen zonder Octopus Card, kunnen kaartjes kopen voor een enkele reis op het station zelf (met uitzondering van de Light Rails). De prijs van de reis wordt bepaald door de plaats waar wordt uitgecheckt. Reist men dus één station te ver, dan kan er kosteloos worden teruggereisd en daar worden uitgecheckt. 

## Lijnen nader uitgelegd
Hierna worden de volgende metrolijnen een voor een besproken.
- Kwun Tong line
- Tsuen Wan line
- Tung Chung line
- Tseung Kwan O line

### Kwun Tong line
Kwun Tong line is de allereerste metrolijn in Hongkong. Het is voortgekomen uit het verbeterd beginsysteem en liep in 1979 van Kwun Tong naar Shek Kip Mei. Daarna werd het in december 1979 verlengd naar Tsim Sha Tsui en in februari 1980 werd het verlengd naar Central.
Deze lijn werd op 1 oktober 1979 feestelijk geopend. Het is gelijk ook een lijn waar (voorlopig) het meest aan veranderd werd, zoals het inkorten van een traject en het toevoegen van stations (zie ook hoofdstuk Veranderingen in het verleden).
Kwun Tong line loopt van het centrum van Hongkong (Mong Kok) naar woonwijken en industrieterreinen. Deze lijn loopt ook langs diverse winkelcentra (net als andere metrolijnen trouwens een belangrijk kenmerk van het Hongkongse metronet) en langs de Wong Tai Sin temple.

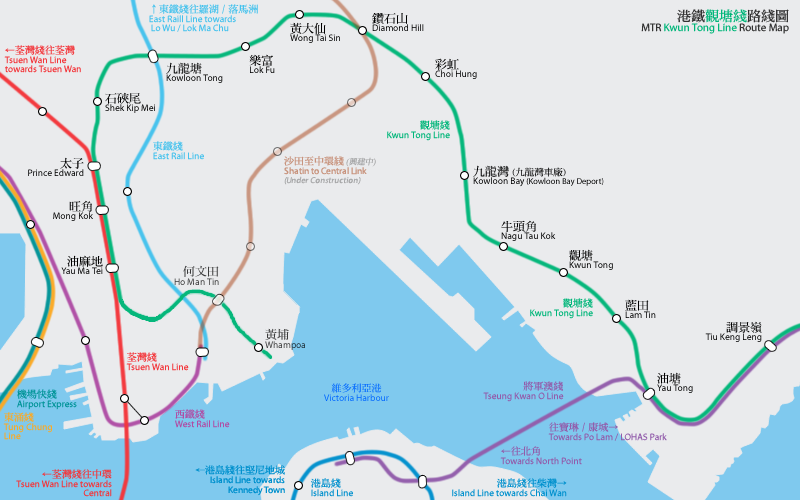
Traject Kwun Tong line
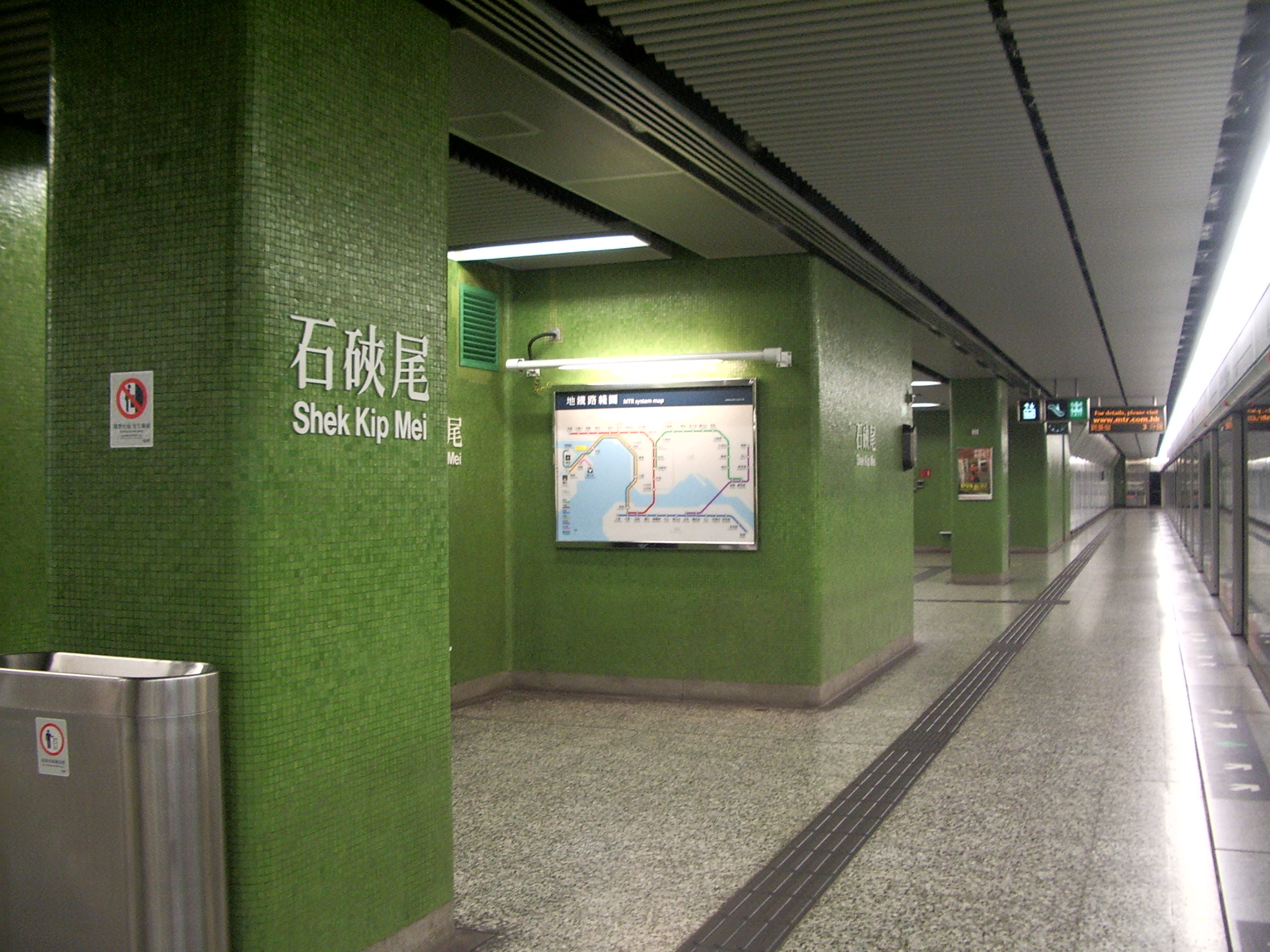
Perron station Shek Kip Mei
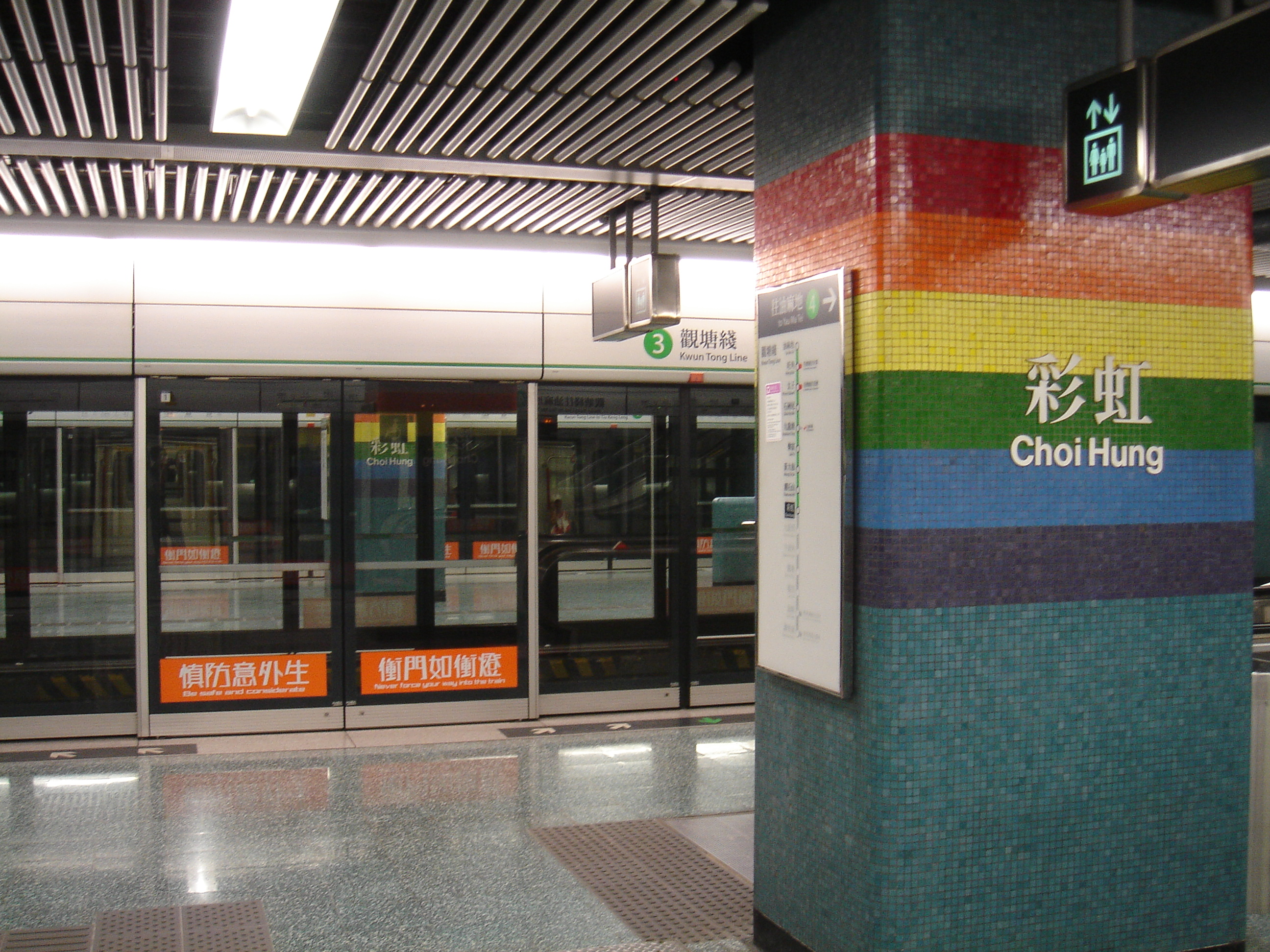
Perron station Choi Hung
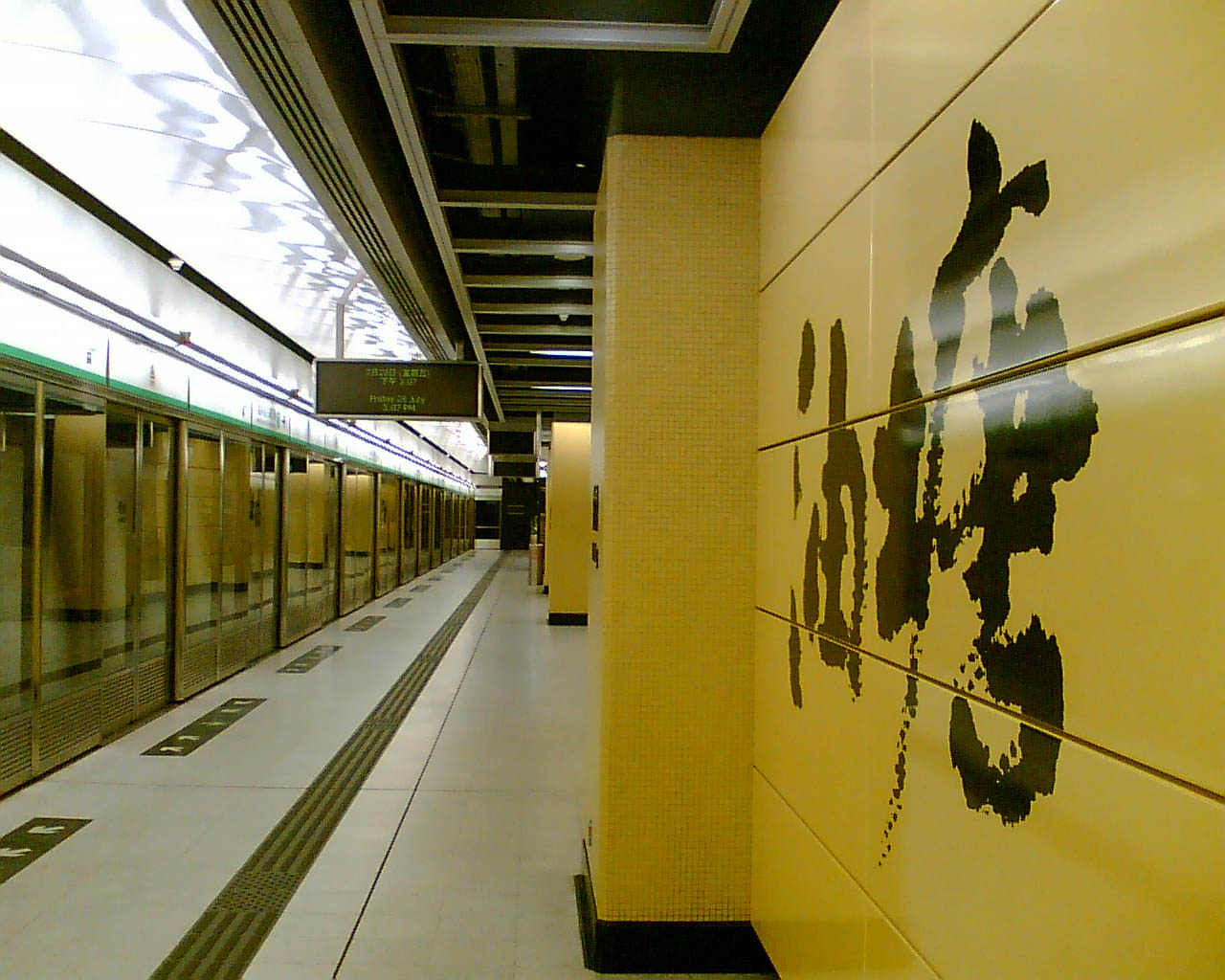
Perron station Yau Tong

#### Lijst stationsKwun Tong line
| Naam station  | Ondergronds | Bovengronds | Ingebruikname | Overstapmogelijkheden |
| ------------- | ----------- | ----------- | ------------- | --------------------- |
| Yau Ma Tei    | x           |             | 12-1979       | Tsuen Wan line        |
| Mong Kok      | x           |             | 12-1979       | Tsuen Wan line        |
| Prince Edward | x           |             | 12-1979       | Tsuen Wan line        |
| Shek Kip Mei  | x           |             | 01-10-1979    |                       |
| Kowloon Tong  | x           |             | 01-10-1979    | East Rail Line        |
| Lok Fu        | x           |             | 01-10-1979    |                       |
| Wong Tai Sin  | x           |             | 01-10-1979    |                       |
| Diamond Hill  | x           |             | 01-10-1979    |                       |
| Choi Hung     | x           |             | 01-10-1979    |                       |
| Kowloon Bay   |             | x           | 01-10-1979    |                       |
| Ngau Tau Kok  |             | x           | 01-10-1979    |                       |
| Kwun Tong     |             | x           | 01-10-1979    |                       |
| Lam Tin       |             | x           | 01-10-1989    |                       |
| Yau Tong      | x           |             | 04-08-2002    | Tseung Kwan O line    |
| Tiu Keng Leng | x           |             | 18-08-2002    | Tseung Kwan O line    |

### Tsuen Wan line
In juli 1977 werd besloten om de Tsuen Wan line, die de nieuwe woonwijk Tsuen Wan met Prince Edward verbindt, te bouwen. Het metronet van Hongkong werd dus uitgebreid naar 26 kilometer. Tsuen Wan line telt 10 stations, waarvan 4 bovengronds en 6 ondergronds. In november 1978 begon de bouw en op 10 mei 1982 werd deze 4,1 miljard HKdollar kostende en 10,5 kilometer tellende metrolijn feestelijk geopend. Vanaf die dag werd ook de Kwun Tong line verkort tot aan Yau Ma Tei en de Tsuen Wan line doorgetrokken naar Central, omdat de Tsuen Wan line drukker bezet is dan de Kwun Tong line.

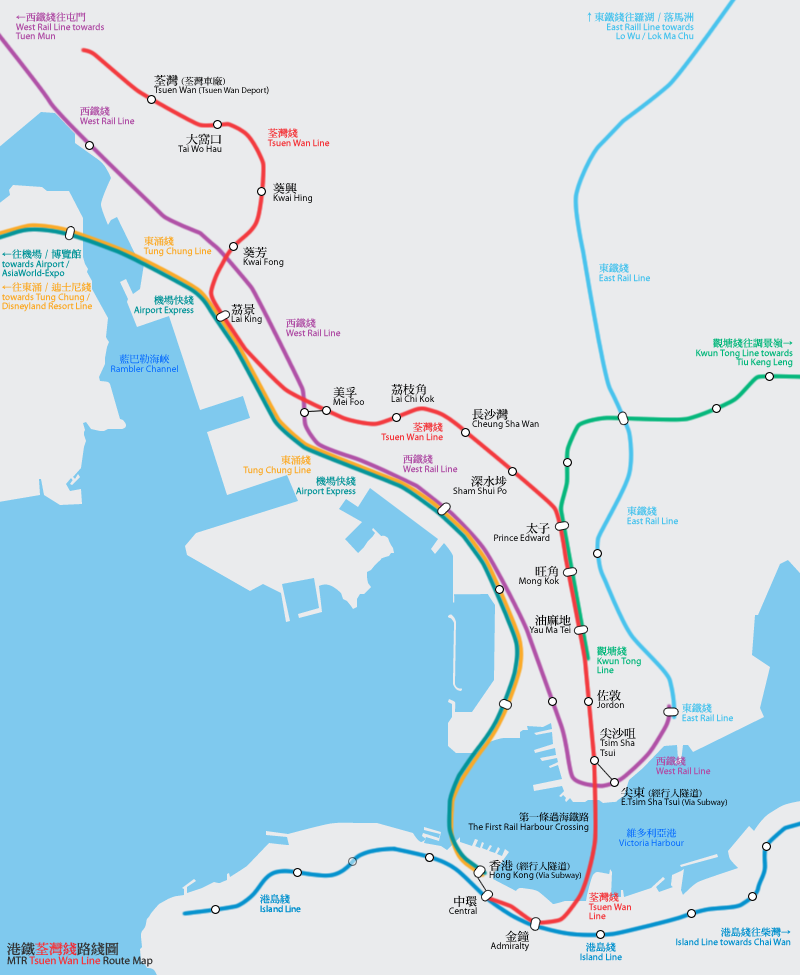
Traject Tsuen Wan line
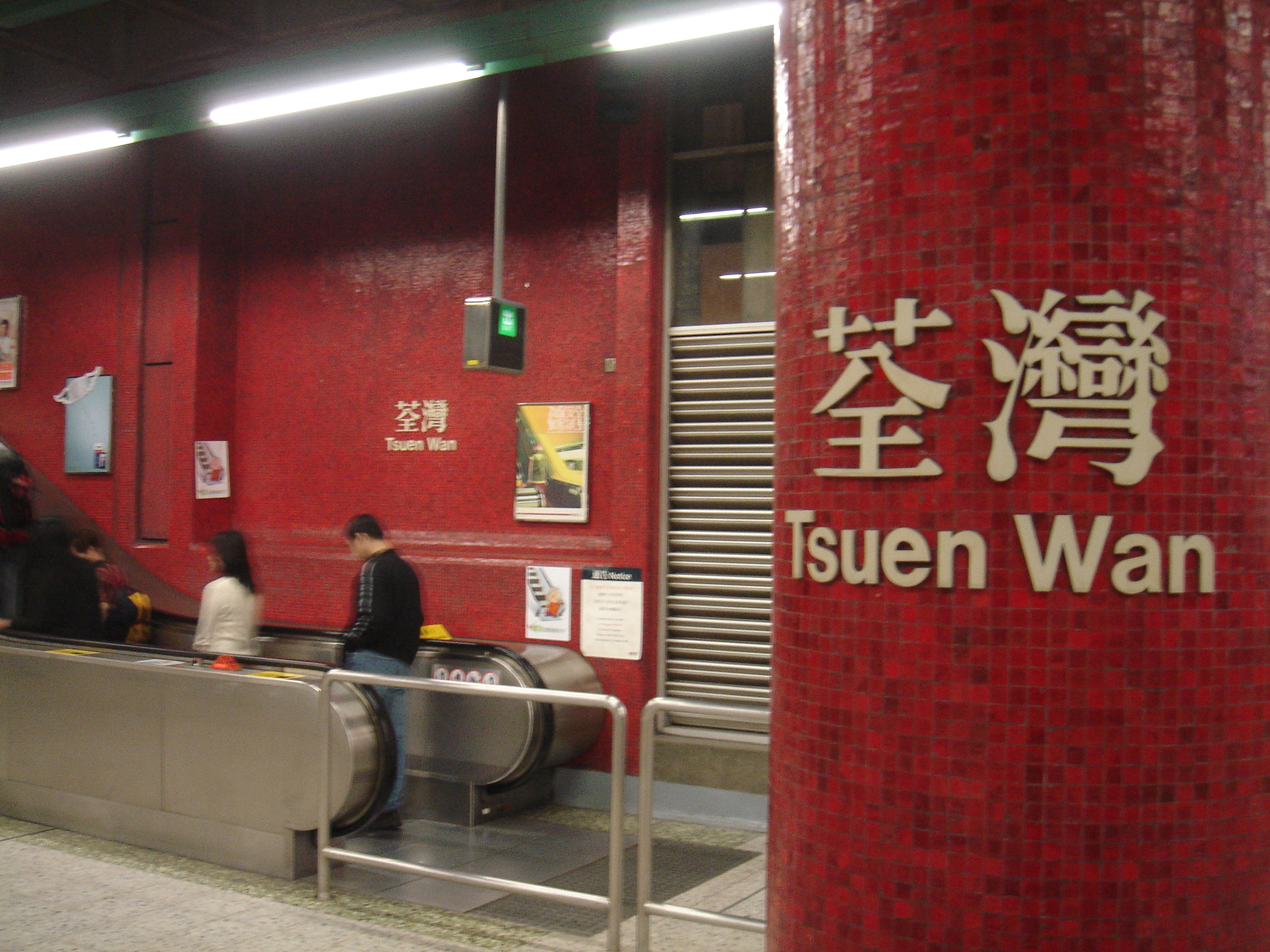
Perron station Tsuen Wan
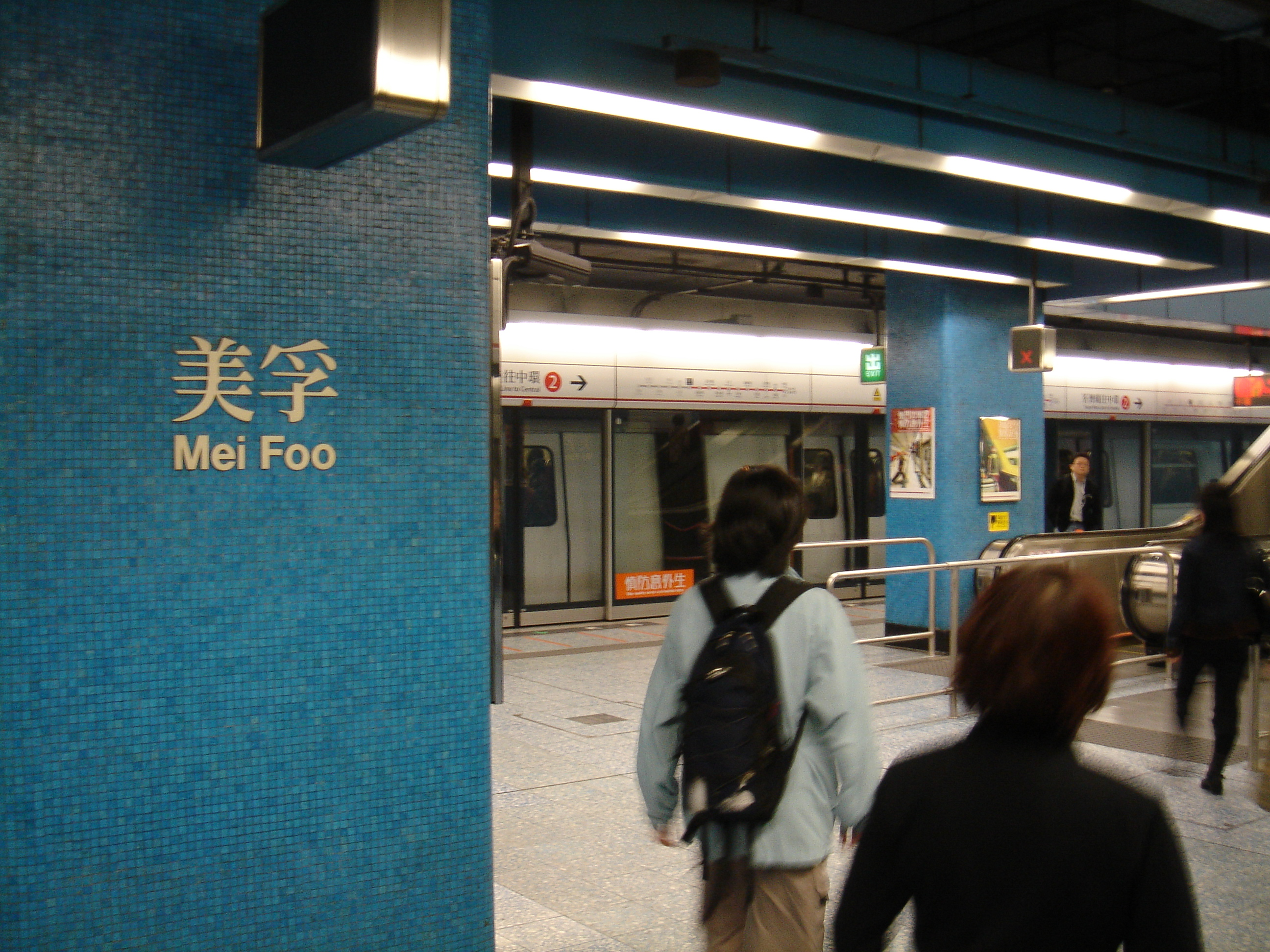
Perron station Mei Foo
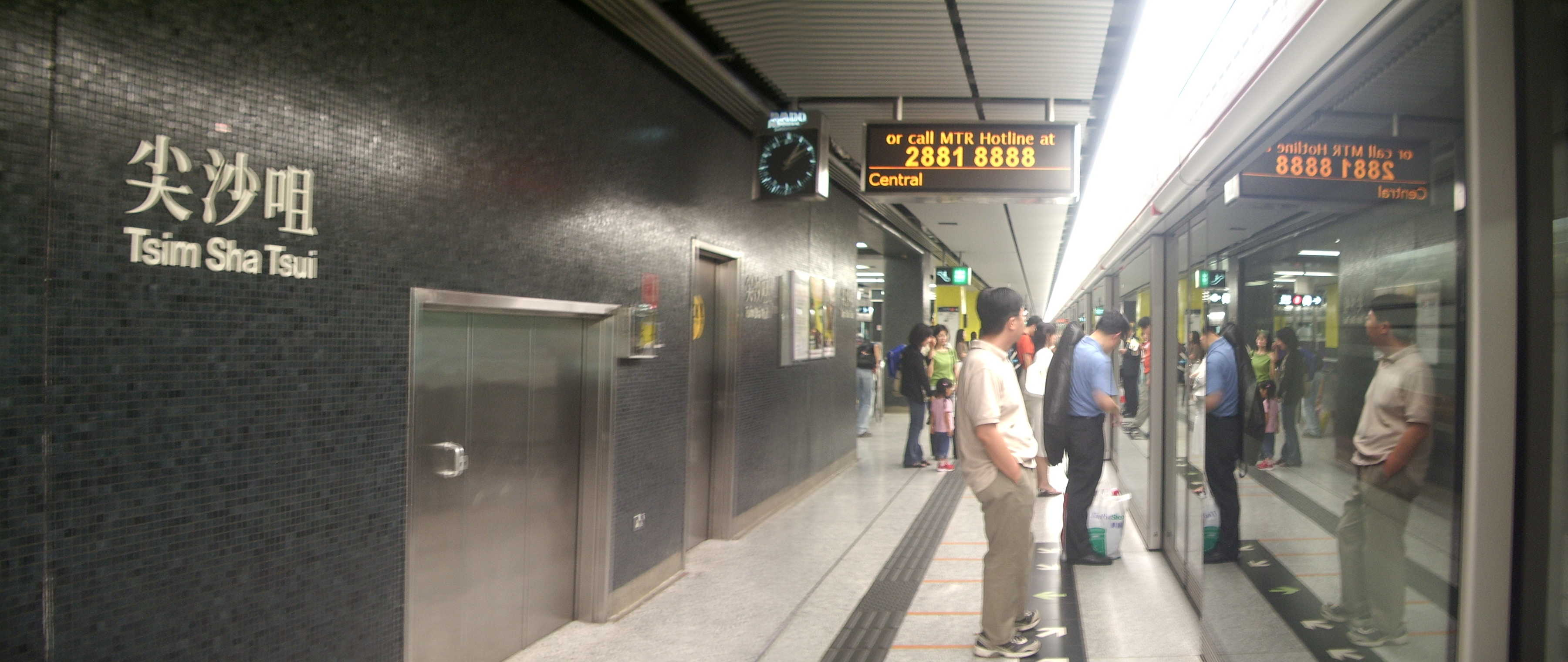
Perron station Tsim Sha Tsui

#### Lijst stationsTsuen Wan line
| Naam station   | Ondergronds | Bovengronds     | Ingebruikname | Overstapmogelijkheden |
| -------------- | ----------- | --------------- | ------------- | --------------------- |
| Tsuen Wan      |             | x               | 10-05-1982    |                       |
| Tai Wo Hau     | x           |                 | 10-05-1982    |                       |
| Kwai Hing      |             | x               | 10-05-1982    |                       |
| Kwai Fong      |             | x               | 10-05-1982    |                       |
| Lai King       |             | x               | 10-05-1982    | Tung Chung line       |
| Mei Foo        | x           |                 | 10-05-1982    | West Rail Line        |
| Lai Chi Kok    | x           |                 | 10-05-1982    |                       |
| Cheung Sha Wan | x           |                 | 10-05-1982    |                       |
| Sham Shui Po   | x           |                 | 10-05-1982    |                       |
| Prince Edward  | x           |                 | 12-1979       | Kwun Tong line        |
| Mong Kok       | x           |                 | 12-1979       | Kwun Tong line        |
| Yau Ma Tei     | x           |                 | 12-1979       | Kwun Tong line        |
| Jordan         | x           |                 | 12-1979       |                       |
| Tsim Sha Tsui  | x           |                 | 12-1979       | East Rail Line        |
| Admiralty      | x           |                 | 02-1980       | Island line           |
| Central        | x           |                 | 02-1980       | Tung Chung line       |
| Central        | x           | Island line     | 02-1980       |                       |
| Central        | x           | Airport Express | 02-1980       |                       |

### Tung Chung line

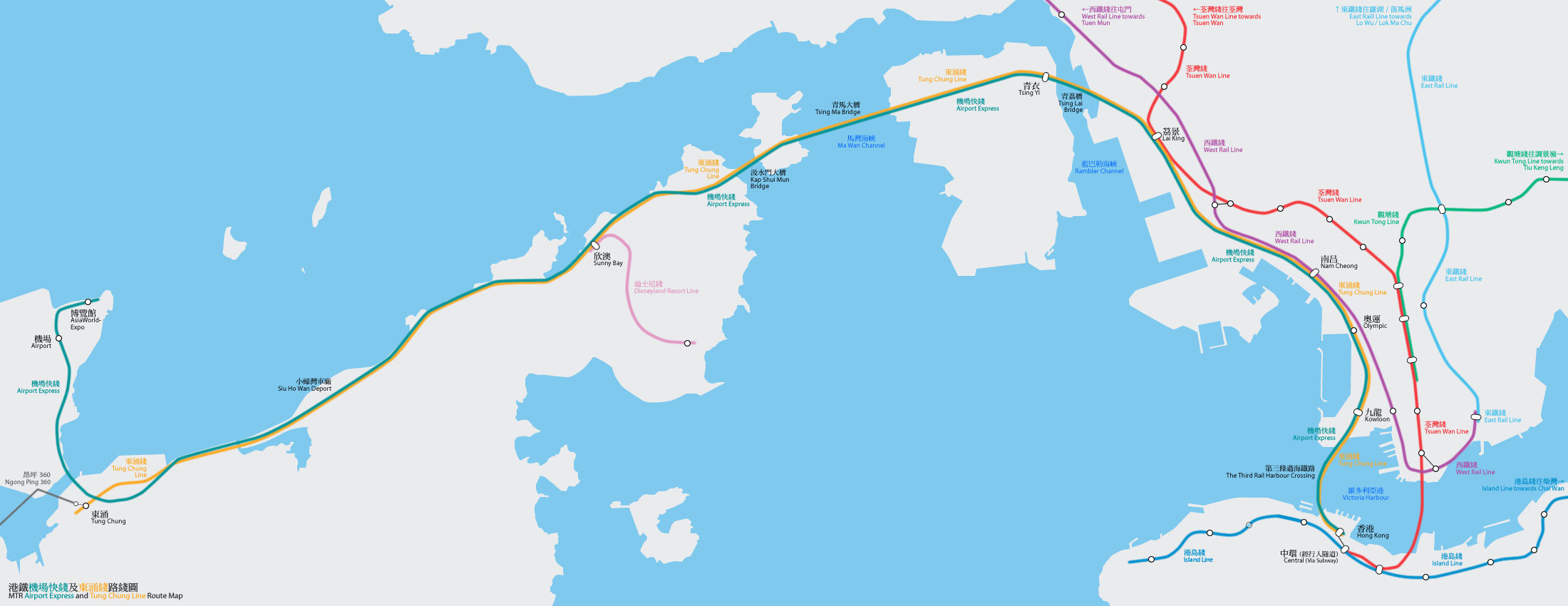
Traject Tung Chung line en Airport Express

De Tung Chung line loopt van de nieuwe satellietstad Tung Chung (recht tegenover het vliegveld) naar Central. Het plan ervoor is ontstaan tijdens de besprekingen over een nieuw luchthaven eind jaren 1980, de Hong Kong International Airport. De Tung Chung line kan worden gezien als een aftakking van de Airport Express omdat het grotendeels over het traject van de Airport Express loopt en een aantal stations ermee deelt.
De bouw van de Tung Chung line begon in maart 1996. Behalve over Lantau Eiland loopt de Tung Chung line ook over de Tsing Ma Brug (de langste tuibrug ter wereld) en over het opgespoten grondgebied van West Kowloon. Er werd ook een derde metrotunnel in gebruik genomen om de oversteek naar het station Hongkong te maken.
Vanaf het eindstation Tung Chung kan doorgereisd worden naar het Tian Tan Boeddhabeeld, vroeger alleen per bus bereikbaar maar sinds 2005 ook met de speciaal daarvoor aangelegde kabelbaan.
Het naastgelegen station Sunny Bay is het overstappunt voor Disneyland Hongkong en begin- of eindpunt van de Disneyland line.

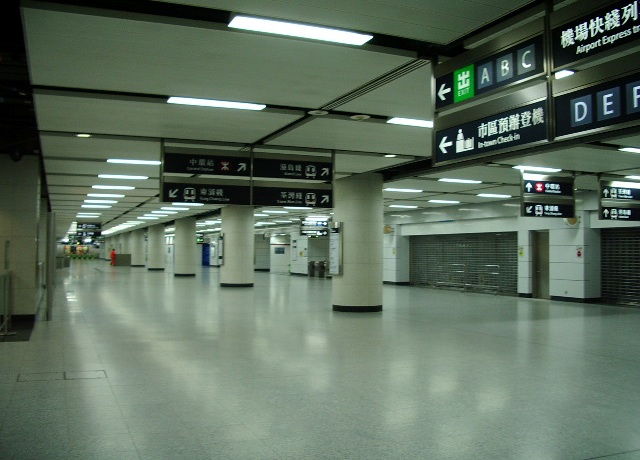
Hal station Hongkong (Tung Chung line)
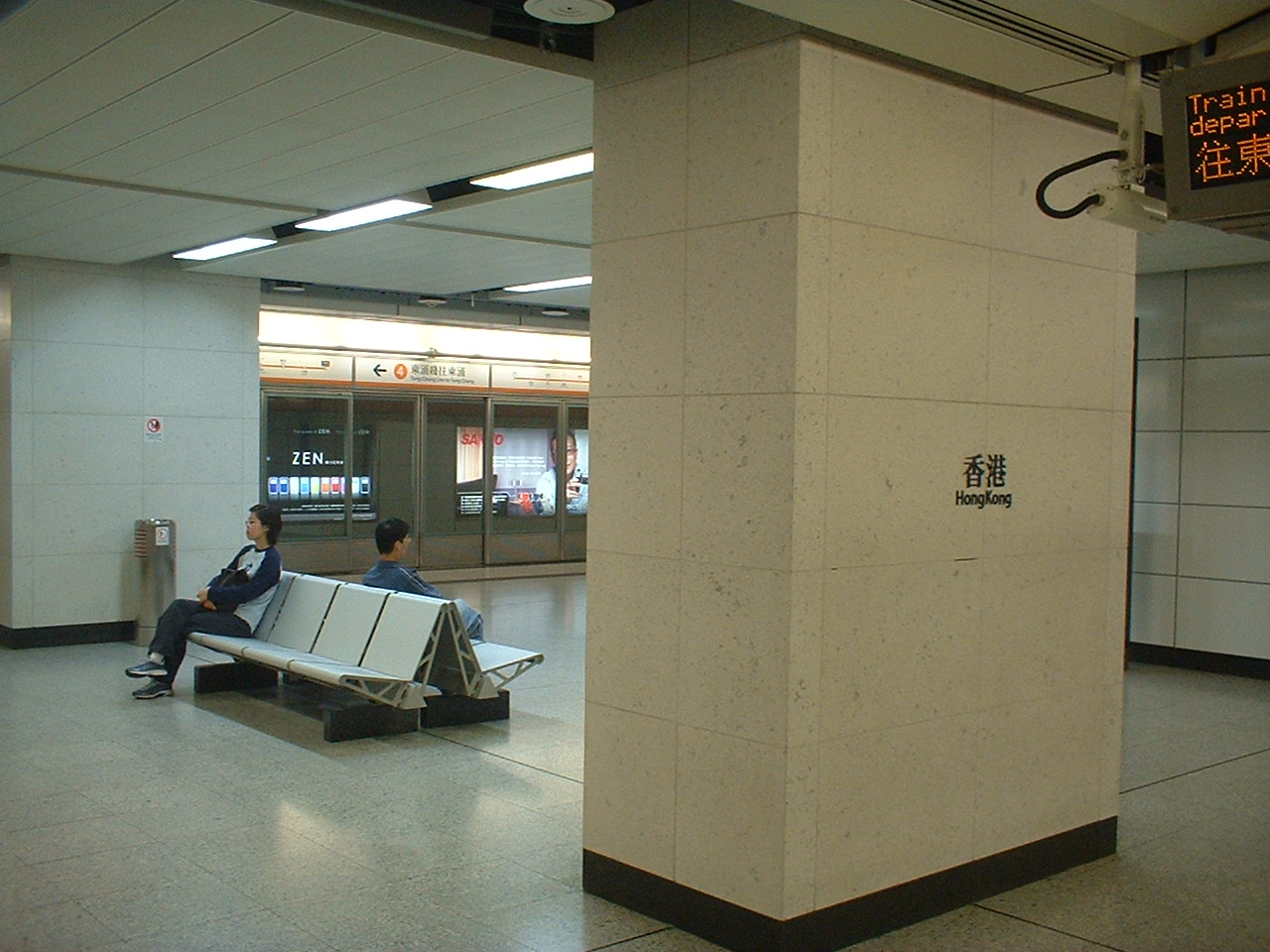
Perron station Hongkong
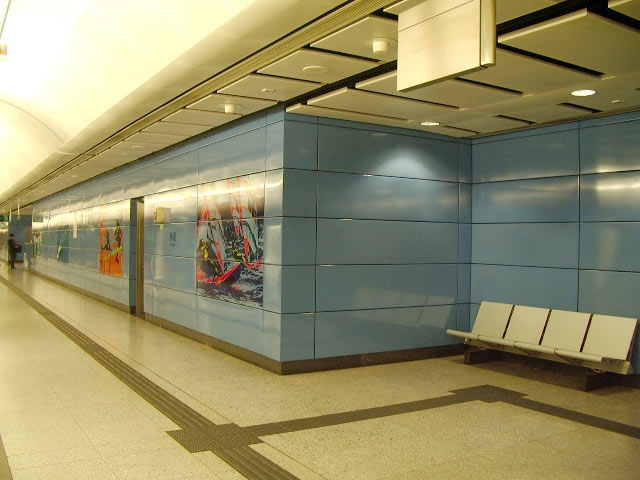
Perron station Olympic
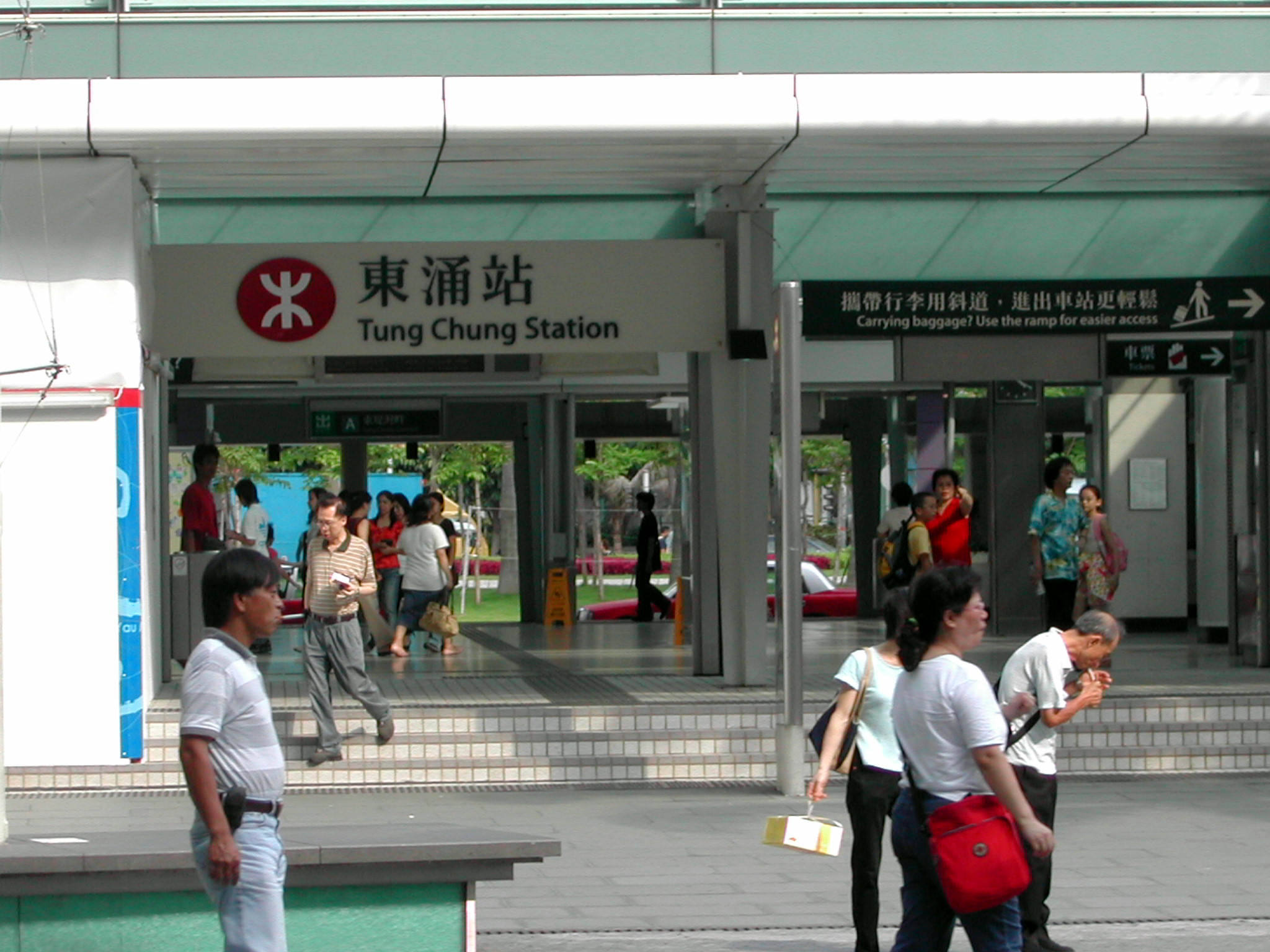
Ingang station Tung Chung

#### Olympic
Een opvallende naam van een van de stations is Olympic. Dit station is zo genoemd omdat Lee Lai Shan tijdens de Olympische Zomerspelen 1996 in Atlanta goud had gewonnen bij het zeilen en om andere (Olympische) sporters te eren.

#### Lijst stationsTung Chung line
| Naam station      | Ondergronds | Bovengronds     | Ingebruikname          | Overstapmogelijkheden |
| ----------------- | ----------- | --------------- | ---------------------- | --------------------- |
| Tung Chung        |             | x               | 22-06-1998             |                       |
| Yan O/ Disneyland |             | x               | 01-08-2005             | Disneyland line       |
| Tsing Yi          |             | x               | 22-06-1998             | Airport Express       |
| Lai King          |             | x               | 22-06-1998             | Tsuen Wan line        |
| Nam Cheung        |             | x               | 16-12-2003             | West Rail Line        |
| Olympic           |             | x               | 22-06-1998             |                       |
| Kowloon           |             | x               | 22-06-1998             | Airport Express       |
| Hongkong/ Central | x           |                 | 22-06-1998/ 31-05-1985 | Tsuen Wan line        |
| Hongkong/ Central | x           | Island line     | 22-06-1998/ 31-05-1985 |                       |
| Hongkong/ Central | x           | Airport Express | 22-06-1998/ 31-05-1985 |                       |

### Tseung Kwan O line
Tseung Kwan O line is redelijk jong. Deze werd op 4 augustus 2002 al min of meer in gebruik genomen doordat de metro van Yau Tong (die op diezelfde dag geopend werd) naar North Point rijden. Officieel werd de Tseung Kwan O line op 18 augustus 2002 geopend. Hiermee krijgt de satellietstad Tseung Kwan O, die vanaf 1982 in ontwikkeling is en in 1990 zijn eerste bewoners kende, na 12 jaar eindelijk zijn metrolijn.

#### Groene zoom
Speciale aan de Tseung Kwan O line is dat boven het traject Hang Hou - Po Lam een groene zoom (park) is gebouwd. Dit is om de wijk meer groen te geven.

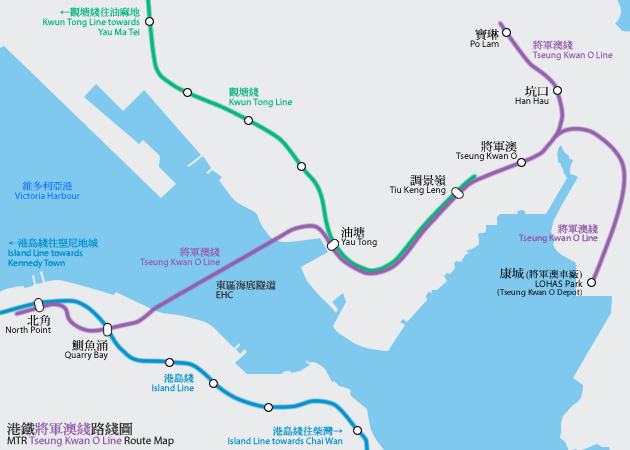
Traject Tseung Kwan O line
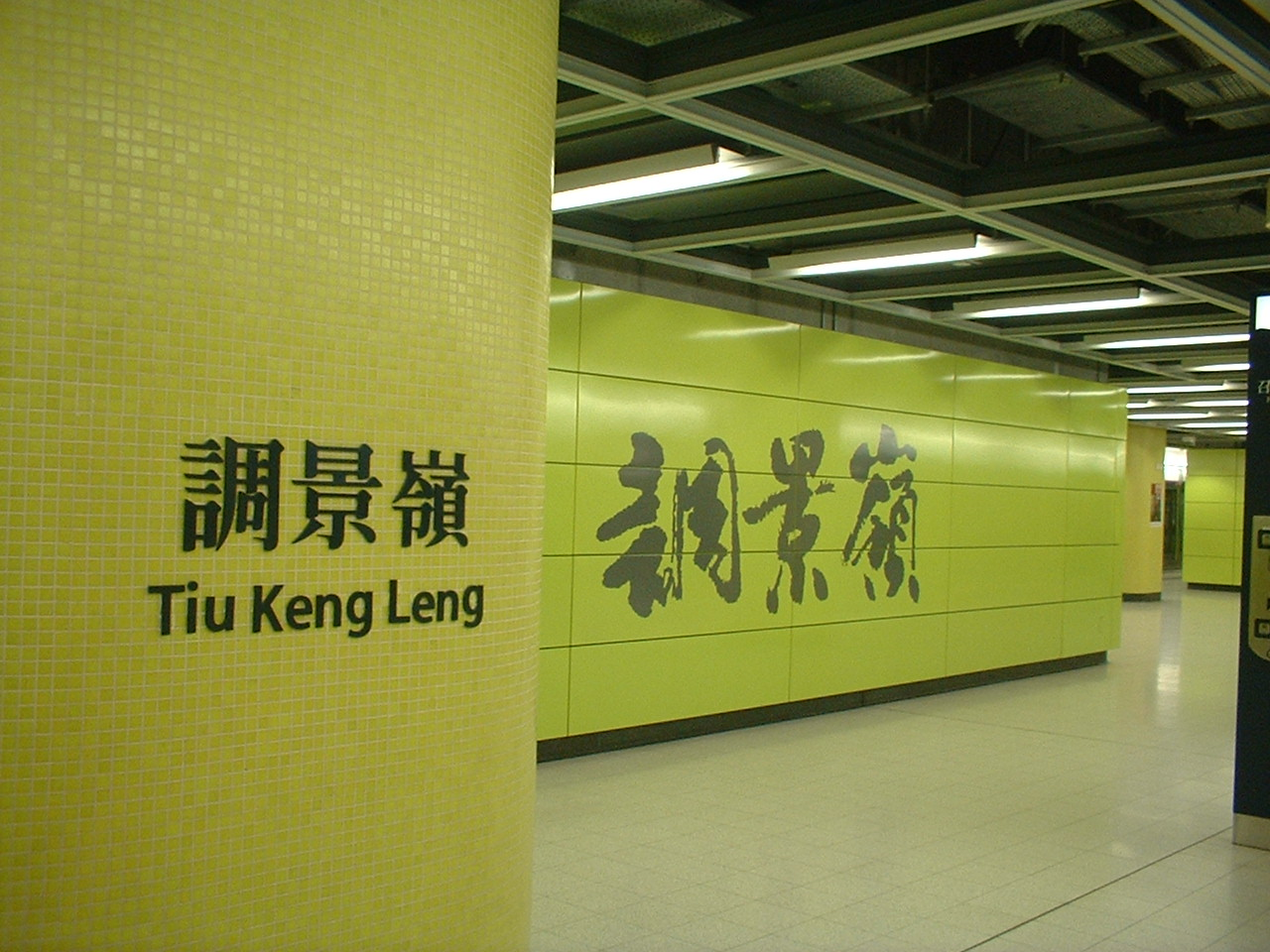
Perron station Tiu Keng Leng

#### Lijst stationsTseung Kwan O line
| Naam station  | Ondergronds | Bovengronds | Ingebruikname | Overstapmogelijkheden |
| ------------- | ----------- | ----------- | ------------- | --------------------- |
| North Point   | x           |             | 31-05-1985    | Island line           |
| Quarry Bay    | x           |             | 31-05-1985    | Island line           |
| Yau Tong      | x           |             | 04-08-2002    | Kwun Tong line        |
| Tiu Keng Leng | x           |             | 18-08-2002    | Kwun Tong line        |
| Tseung Kwan O | x           |             | 18-08-2002    |                       |
| Hang Hou      | x           |             | 18-08-2002    |                       |
| Po Lam        | x           |             | 18-08-2002    |                       |

## Toekomst

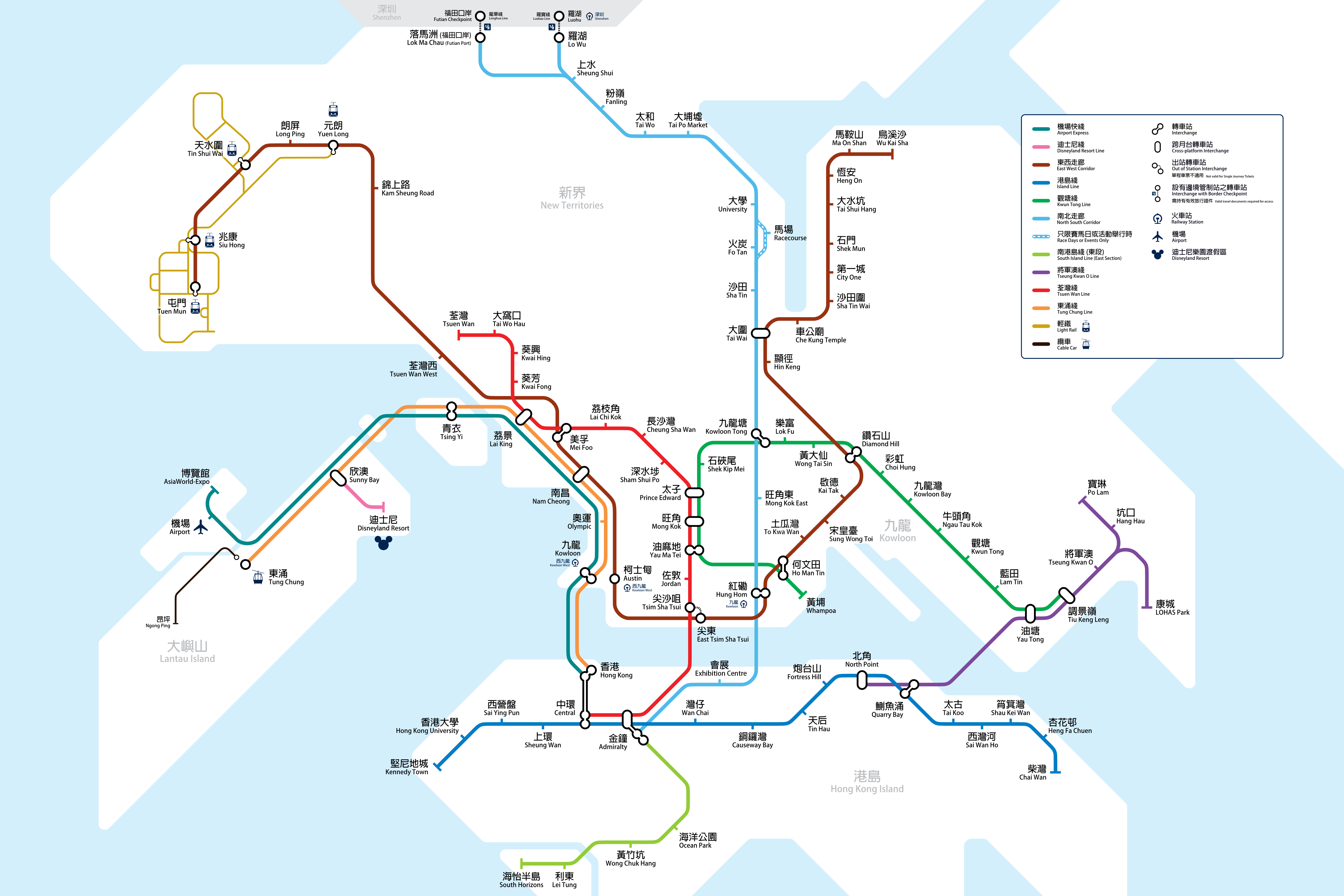
Trajectenkaart na de samenvoeging van MTR en KCR en trajecten van nog in studie zijnde lijnen

Door de vraag naar snel openbaar vervoer worden er plannen besproken over een metroverbinding tussen Sha Tin en Central (wat al eerder in de plannen in 1970 stond) en een ringlijn die vanaf Kennedy Town naar Aberdeen en Ocean Park zal rijden. Er ontstonden ook plannen om de Island line in tweeën te splitsen. Het ene deel tussen Kennedy Town en Quarry Bay zal geannexeerd worden met de Tseung Kwan O line. Het andere deel tussen Tai Koo en Chai Wan zal, samen met een nieuw traject dat vanaf Station Hongkong via Hongkong Convention and Exposition Centre (HKCEC) naar Victoria Park, geannexeerd worden met de Tung Chung line.
Om de bereikbaarheid te garanderen, zijn er plannen om een aantal lijnen aan te passen, lijnen toe te voegen en een paar op te heffen. Tevens worden enkele stations aangepast voor onder andere de veiligheid. 

### Op de stations

#### Perrons schermdeuren
Op de meeste stations van de metro zijn perronschermdeuren geplaatst. Deze deuren hebben als voordeel dat de veiligheid op de perrons verbeterd omdat men niet op de rails kan vallen, de stations verwarmd of gekoeld kunnen worden onafhankelijk van de metrotunnels en dat er geen afval op de rails kan worden gegooid. MTR is bezig de overige stations ook van schermdeuren te voorzien.

### Nieuwe lijnen
Alles wat schuingedrukt is, is een mogelijke naam of is nog niet in gebruik. Alle nieuwe stations staan in de tabellen met de overstapmogelijkheden.

#### South Island Lines

Uitbreiding van de Island Line en South Island Line

De South Island Lines is een spoorwegverbinding in het zuidwesten van Hong Kong Island. Deze verbinding bestaat uit twee lijnen: de zuidoostelijke sectie en de westelijke sectie. Het zal aangesloten zijn aan de stations University(Island Line) en Admiralty(Tsuen Wan Line, Island Line en North-South Line) en zal 7 of 8 stations hebben (exclusief de overstapstations waar het aangesloten wordt). Beide routes zullen elkaar kruisen bij het station Wong Chuk Hang. De zuidoostelijke sectie zal langs Ocean Park gaan. Het is nog niet zeker of de westelijke sectie er echt gaat komen.
Zuidoostelijke sectie:
| Admiralty 金鐘 | Ocean Park 海洋公園 | Wong Chuk Hang 黃竹坑                        | Lei Tung 利東 | South Horizons 海怡半島 |
| ← Tsuen Wan Line naar Central ←Island Line naar Sheung Wan(/Kennedy Town) → Tsuen Wan Line naar Tsuen Wan →Island Line naar Chai Wan |                     | → South Island Line (West) naar Kennedy Town |               |                         |

#### Shatin to Central Link

Shatin to Central Link

De Shatin to Central Link is een nieuwe spoorwegverbinding. Hij gaat van station Tai Wai (in de buurt van Sha Tin, vandaar Shatin to Central) via station Diamont Hill (Kwun Tong Line), langs de opgeheven Luchthaven Kai Tak, langs station Hung Hom naar Admiralty. Station Admiralty zal dan een druk station worden voor vier verschillende lijnen. 
Door deze uitbreiding zullen de East Rail Line, West Rail Line en de Ma On Shan Line gekoppeld worden, verlengd worden en van naam veranderen. De East Rail Line wordt de North-south Line en de West Rail Line wordt gekoppeld aan de Ma On Shaan Line en zal in de toekomst de East-west Line heten.
East-west Line: Tai Wai tot Hung Hom zal klaar zijn in 2021 en dit is de route:
| ← Tai Wai naar Wu Kai Sha                                                   | Hin Keng 顯徑 | Diamond Hill 鑽石山                                               | Kai Tak 啟德 | To Kwa Wan 土瓜灣 | Ma Tau Wai 馬頭圍 | Ho Man Tin 何文田                                                 | → Hung Hom naar Tuen Mun                                                    |
| ← North-south Line naar Lo Wu/Lok Ma Chau → North-south Line naar Admiralty |               | ← Kwun Tong Line naar Whampoa → Kwun Tong Line naar Tiu Keng Leng |              |                   |                   | ↑ Kwun Tong Line naar Whampoa ↓ Kwun Tong Line naar Tiu Keng Leng | ↑ North-south Line naar Lo Wu/Lok Ma Chau ↓ North-south Line naar Admiralty |

North-south Line: Hung Hong naar Admiralty zal klaar zijn in 2022 en dit is de route:
| Admiralty 金鐘 | Exhibition 會展                                                                                           | → Hung Hom naar Lo Wu/Lok Ma Chau                               |
| ← Tsuen Wan Line naar Central ← Island Line naar Kennedy Town → Tsuen Wan Line naar Tsuen Wan → Island Line naar Chai Wan → South Island Line (East) naar South Horizons | (← North Island Line/Tung Chung Line naar Tung Chung) (→ North Island Line/Tung Chung Line naar Chai Wan) | ← East-west Line naar Tuen Mun → East-west Line naar Wu Kai Sha |

#### Northern Link
De Northern Link is een spoorwegverbinding van de West Rail Line naar de East Rail Line die richting Station Lok Ma Chau gaat. Het zal waarschijnlijk vier nieuwe stations hebben.

#### North Island Line

Waarschijnlijke uitkomst van de North Island Line

Bij deze uitbreiding zal de huidige Island Line opgeheven worden en zal de route overgedragen worden aan de Tung Chung Line en de Tseung Kwan O Line. De Tung Chung Line, die misschien veranderd kan worden in de North Island Line, zal van station Hong Kong via de nieuwe stations Tamar, Exhibition en misschien Victoria Park naar station Fortress Hill en vervolgens naar station Chai Wan gaan. Bij de Tseung Kwan O Line gaat het van station North Point via een nieuw spoor naar station Tin Hau en dan richting station Kennedy Town gaan. De Tung Chung Line(/North Island Line) en de Tseung Kwan O Line zullen elkaar kruisen bij de stations North Point en Quarry Bay wat nu ook het geval is met de Island Line en de Tseung Kwan O Line.

## Veranderingen in het verleden
Er vonden tussen de opening van de metro in 1979 en nu veel veranderingen plaats in het metrosysteem, zoals het verleggen en verlengen van metrolijnen en het erbij komen van metrostations op bestaande lijnen. Hier volgt een lijst met alle veranderingen die plaats hebben gevonden tussen 1979 en 2006.

### Lijst veranderingen metronet tussen 1979 en nu
| Veranderingen Kwun Tong line                       | Veranderingen Kwun Tong line |
| -------------------------------------------------- | ---------------------------- |
| Ingebruikname traject Kwun Tong - Shek Kip Mei     | 01-10-1979                   |
| Ingebruikname traject Shek Kip Mei - Tsim Sha Tsui | 31-12-1979                   |
| Ingebruikname traject Tsim Sha Tsui - Central      | 12-02-1980                   |
| Afhalen traject Yau Ma Tei - Central               | 17-05-1982                   |
| Ingebruikname traject Kwun Tong - Quarry Bay       | 06-08-1989                   |
| Ingebruikname station Lam Tin                      | 01-10-1989                   |
| Ingebruikname traject Quarry Bay - North Point     | 27-09-2001                   |
| Ingebruikname traject Lam Tin - Yau Tong           | 04-08-2002                   |
| Afhalen traject Lam Tin - North Point              | 04-08-2002                   |
| Ingebruikname traject Yau Tong - Tiu Keng Leng     | 18-08-2002                   |

| Veranderingen Tsuen Wan line               | Veranderingen Tsuen Wan line |
| ------------------------------------------ | ---------------------------- |
| Ingebruikname traject Tsuen Wan - Lai King | 10-05-1982                   |
| Ingebruikname traject Lai King - Central   | 17-05-1982                   |

| Veranderingen Island line                       | Veranderingen Island line |
| ----------------------------------------------- | ------------------------- |
| Ingebruikname traject Chai Wan - Admiralty      | 31-05-1985                |
| Ingebruikname traject Admiralty - Sheung Wan    | 23-05-1986                |
| Ingebruikname traject Sheung Wan - Kennedy Town | 28-12-2014                |

| Veranderingen Tung Chung line               | Veranderingen Tung Chung line |
| ------------------------------------------- | ----------------------------- |
| Ingebruikname traject Hongkong - Tung Chung | 22-06-1998                    |
| Ingebruikname station Nam Cheung            | 16-12-2003                    |
| Ingebruikname station Yan O/ Disneyland     | 01-06-2005                    |

| Veranderingen Airport Express                                          | Veranderingen Airport Express |
| ---------------------------------------------------------------------- | ----------------------------- |
| Ingebruikname traject Hongkong - Hongkong International Airport        | 06-07-1998                    |
| Ingebruikname traject Hongkong International Airport - Asia World Expo | 20-12-2005                    |

| Veranderingen Tseung Kwan O line             | Veranderingen Tseung Kwan O line |
| -------------------------------------------- | -------------------------------- |
| Ingebruikname traject Yau Tong - North Point | 04-08-2002                       |
| Ingebruikname traject Yau Tong - Po Lam      | 18-08-2002                       |

| Veranderingen Disneyland line                     | Veranderingen Disneyland line |
| ------------------------------------------------- | ----------------------------- |
| Ingebruikname traject Yan O - Disneyland Hongkong | 01-08-2005                    |

### Namen van stations die veranderd werden
Tegelijkertijd met de opening van station Sheung Wan (23 mei 1986) werd een aantal namen van stations veranderd. Deze namen waren vernoemd naar de straten of wegen waar het metrostation zich bevond.
- Lai Wan werd Mei Foo (Tsuen Wan line)
- Chater werd Central (Tsuen Wan line, Island line, Tung Chung line en Airport Express)
- Argyle werd Mong Kok (Tsuen Wan line en Kwun Tong line)
- Waterloo werd Yau Ma Tei (Tsuen Wan line en Kwun Tong line)